# 勝利女神飛彈

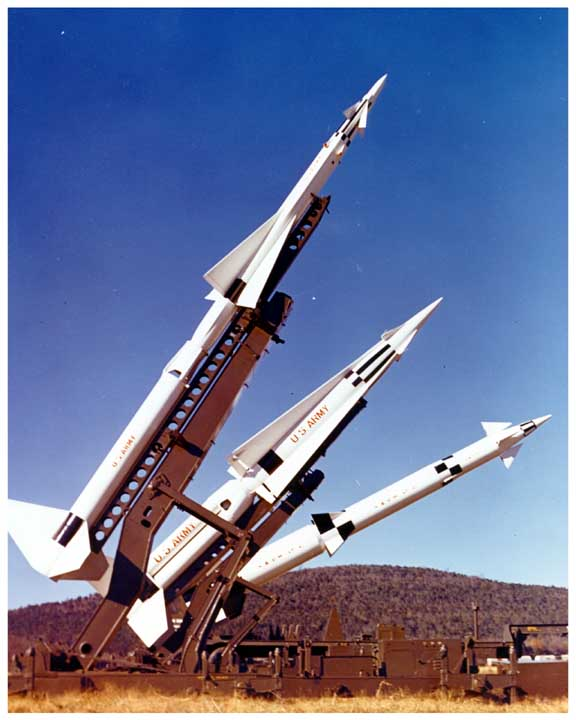
勝利女神飛彈家族。從左上向右下分別為MIM-3 勝利女神·大埃阿斯飛彈、MIM-14勝利女神·力士飛彈以及LIM-49斯巴達人飛彈

勝利女神飛彈（英語：Nike missile）是1945年贝尔实验室提出的“奈基计划”（Project Nike）研制的美國一種防空導彈系列飛彈的總稱，共有數十型。1951年發展成功的勝利女神飛彈採地面指揮控制，首出現的該系列飛彈長度為4.2公尺。奈基计划旨在为美国陆军发展一种直线拦截的防空导弹系统，1953年开始部署的美国最早的导弹系统“奈基-阿基克斯”就是该计划的首个产物。开发奈基-阿基克斯导弹的众多科技成果為之后一系列的计划所重复使用，其中又以相当多以“Nike”命名（Nike，又译尼刻，希腊神话里的胜利女神），中文命名，由中華民國提出「勝利女神飛彈」，以配合當時冷戰時空。奈基导弹的第一级固体火箭助推器成为了很多种其它火箭的第一级，其中包括MIM-14勝利女神·力士以及NASA的高空大气研究用火箭。
該系列的飛彈發展與改良持續至1960年代，並一直為美國空軍及其盟國（如大韓民國、日本、中華民國、西德）使用，直到新型愛國者飛彈出現為止。

## 历史

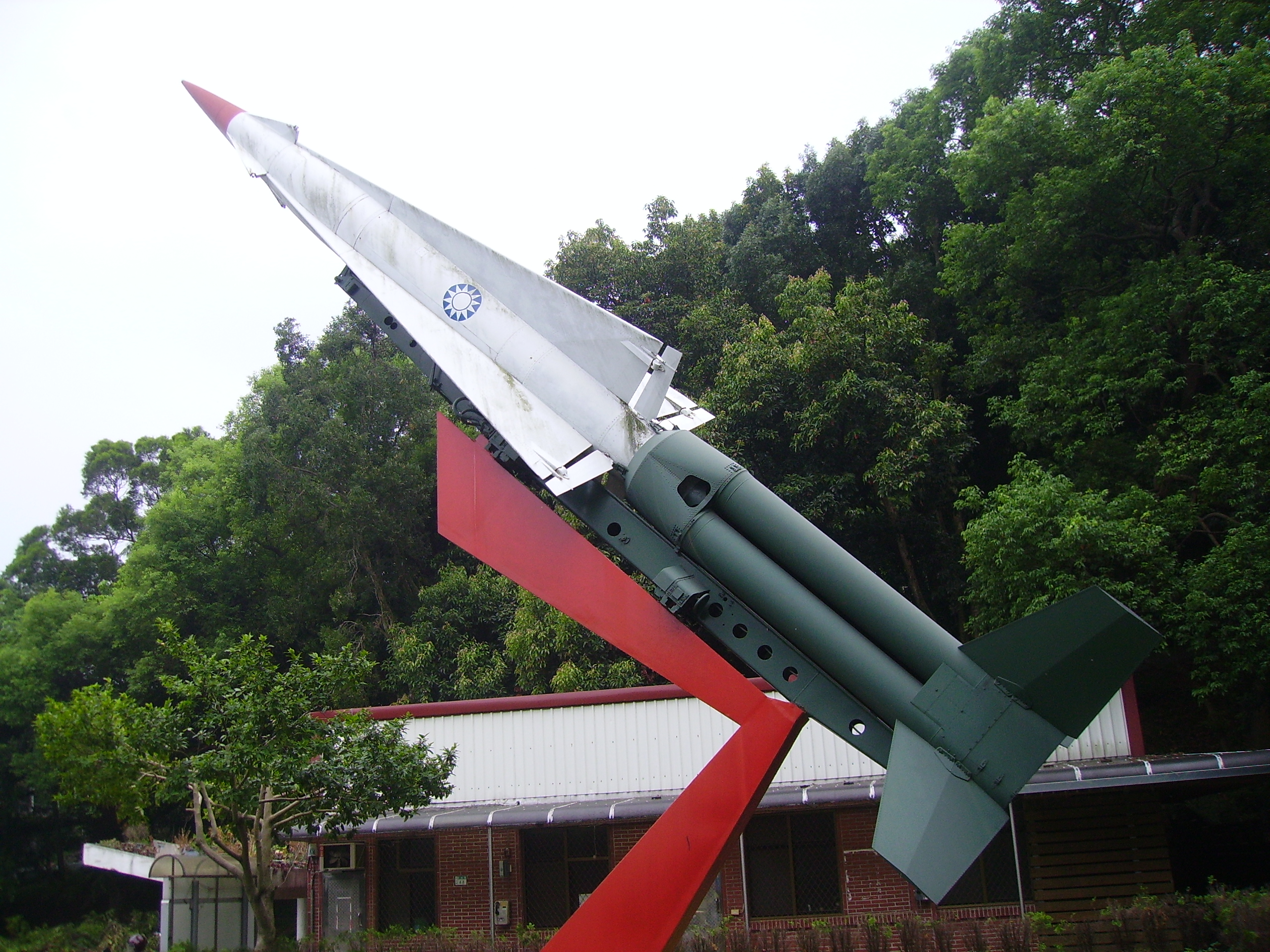
中華民國陸軍使用的MIM-14勝利女神·力士飛彈

奈基计划始于1944年，由于那时以高炮为主的防空系统已证明无法应对新出现的喷气式飞机的速度和高度，于是战争部要求研制一种能够对抗喷气式飞机的防空系统。最终进入开发的有两个方案，贝尔实验室提出了奈基计划；通用电气公司提出了一个射程更远的方案，命名为瑟珀（Thumper），最终发展成为了CIM-10“波马克”地对空导弹。
贝尔实验室的设计目标是能够应对时速800 km/h（500 mph；Mach 0.65）以上，最大飞行高度20,000（66,000英尺；20）的轰炸机。具有这等速度的目标，即使是一枚超音速的导弹也无法轻易击中。导弹必须计算好提前量，才能在自身燃料耗尽之前击中目标。这意味着不能仅用一台雷达跟踪导弹和目标的运行，增加了系统的复杂度。此时，美国已经拥有了相当先进的模拟计算机和由英国克里森弹道预测机发展而来的一系列更先进的防空火控系统。
奈基导弹系统使用三种雷达，由低功率搜索雷达（Low-Power Acquisition Radar，LOPAR）发现的目标交由目标追踪雷达（Target Tracking Radar，TTR）进行持续追踪，导弹追踪雷达（Missile Tracking Radar ，MTR）则追踪弹上的无线电信标的信号。导弹追踪雷达同时利用脉冲位置调制方式，负责导弹的制导。雷达发出的脉冲被导弹收到、解码，再发回导弹跟踪雷达。当追踪雷达完成锁定后，系统就可以在发射后进入全自动状态。计算机对比两台雷达的方位信息，结合目标的速度信息和距离信息，进而计算出拦截点并引导导弹进行拦截。
道格拉斯公司制造的导弹采用了固体火箭助推器加液体燃料第二级的设计。导弹最高速度1.3马赫，射高21（13英里），射程40（25英里），战斗部采用了独特的三段串列式设计以期提高毁伤概率。但是导弹有限的射程被认为是一个严重的缺陷，因为这意味着导弹必须部署在离防御区域非常近的地方。
在美国空军于1948年建立之后，所有的远程“战略”系统都划归空军管理。美空军接收通用电气的「瑟柏计划」并和自身已有的远程防空导弹计划合并，而陆军则继续奈基计划的研究。1950年，陆军成立了陆军防空武器司令部（Army Anti-Aircraft Command，ARAACOM）以统一指挥美军所有的防空武器系统，1957年3月更名为陆军防空司令部（US Army Air Defense Command，USARADCOM）。

### 奈基-阿基克斯
主條目：MIM-3勝利女神-飛毛腿
1951年11月，奈基导弹成功进行了首次实验，击落了一架由B-17“飞行堡垒”轰炸机改装的QB-17靶机。首个生产型，奈基-阿基克斯（SAM-A-7，MIM-3），于1954年开始服役。陆军首批订购了1000枚导弹和60套发射设备，用来保护美国本土重要的战术战略位置。作为阻止空中攻击的最后一道防线，奈基导弹也部署到城市周边地区。第一个奈基-阿基克斯导弹连于1954年3月部署在马里兰州米德堡陆军基地。到1962年时，共建立了240个导弹发射基地，替代了896个雷达引导的高炮阵地，由国民警卫队或是陆军操作执行防空任务。这使得为数不多的75毫米“扫天”高射炮成为了美国唯一仍在使用的高炮系统。到1957年，陆军所有的高射炮部队都已被导弹连取代。1958年起陆军国民警卫队也开始换装奈基-阿基克斯导弹系统。
每个发射阵地由三部分组成，各部分之间至少相隔1,000碼（910；3,000英尺）。
- A区为管理区域（Administrative area），通常集成火控系统（Integrated Fire Control，IFC）的控制单元会部署在此处，此外还有连部，兵营，食堂，休息室和停车场等设施。
- C区，占地大约6英畝（2.4公頃；24,000平方），包含了目标搜索雷达、目标追踪雷达和导弹追踪雷达。以及计算拦截路径的计算机系统。
- L区（Launch Area），占地大约40英畝（16公頃；160,000平方），拥有1到3个地下弹库，每个弹库负责4个导弹发射架的供弹，以及外围的安全隔离安全区。

每个基地配备了109名军官和士兵，保证发射阵地处在24小时执勤状态。发射阵地每4个发射架中，必须有1个发射架上的导弹随时处于15分钟准备状态，2个发射架处于半小时准备状态，还有1个发射架处于发射前一小时准备状态。实际的发射阵地配置会根据当地的地形特点决定，但只要可能的话，发射阵地都会位于现存的军事基地或国民警卫队驻地内，以避免额外的购地费用。
奈基导弹连通常统一部署在大城市以及如远程轰炸机基地，核电站和后来出现的洲际弹道导弹基地等战略性目标周围的“防御区”中。在防御区中的奈基导弹阵地通常会围绕着目标形成环形防御。每个防御区中部署的奈基导弹连数目并不固定，从巴克斯达尔空军基地防御区的2个到芝加哥防御区的22个不等。
美国大陆的发射阵地从北部开始，顺时针从01到99进行编号，数字和方位并没有直接联系，但01到25号阵地大约位于美东北和美东地区，26到50号阵地位于美国东南到南部地区，51到75号阵地位于西南部和西部地区，76到99号阵地则位于美国西北和北部地区。
美国本土的防御区则由1到2个字母进行编号。例如，1个以C开头的奈基导弹阵地位于芝加哥防御区，以HM开头的导弹阵地则位于霍姆斯特德空军基地（迈阿密防御区），以NY开头的导弹阵地则位于纽约防御区，诸如此类。于是，1个编号为SF-88L的奈基导弹阵地就是位于旧金山防御区（SF）的1个导弹连的导弹发射区（L区）。
1950年代中期已有S-75（即北約編號SA-2薩姆二型）飛彈問世，後繼型號也陸續服役；蘇聯致力薩姆系列防空飛彈建軍的同時，美國選擇由貝爾實驗室提出的「勝利女神計畫」，準備發展勝利女神（Nike missile）防空飛彈系統，定位為高空攔截飛彈（類似戰區高空防御飛彈或反弹道导弹），主要著眼是對付入侵的轟炸機，用以反制高空飛行器，第1代型號為勝利女神飛毛腿型（Nike-Ajax Missile）防空飛彈，飛彈序號為MIM-3A。
然第1代勝利女神飛彈接戰成效不佳，往往容易錯失目標，美軍決定再做修正，在1960年代的前期，奈基-阿基克斯导弹连升级为更新型的奈基-大力神系统。新型的大力神导弹拥有更长的射程和更强的杀伤力，可以削减50%已有的导弹连队而保持原有的防御能力。陆军的导弹连或改装了奈基-大力神导弹，或撤销部署。陆军国民警卫队则继续使用奈基-阿基克斯导弹，到1964年，国民警卫队也换装了奈基-大力神系统。最终，为了节省预算，所有的奈基导弹连都交付国民警卫队操作。

### 奈基-大力神

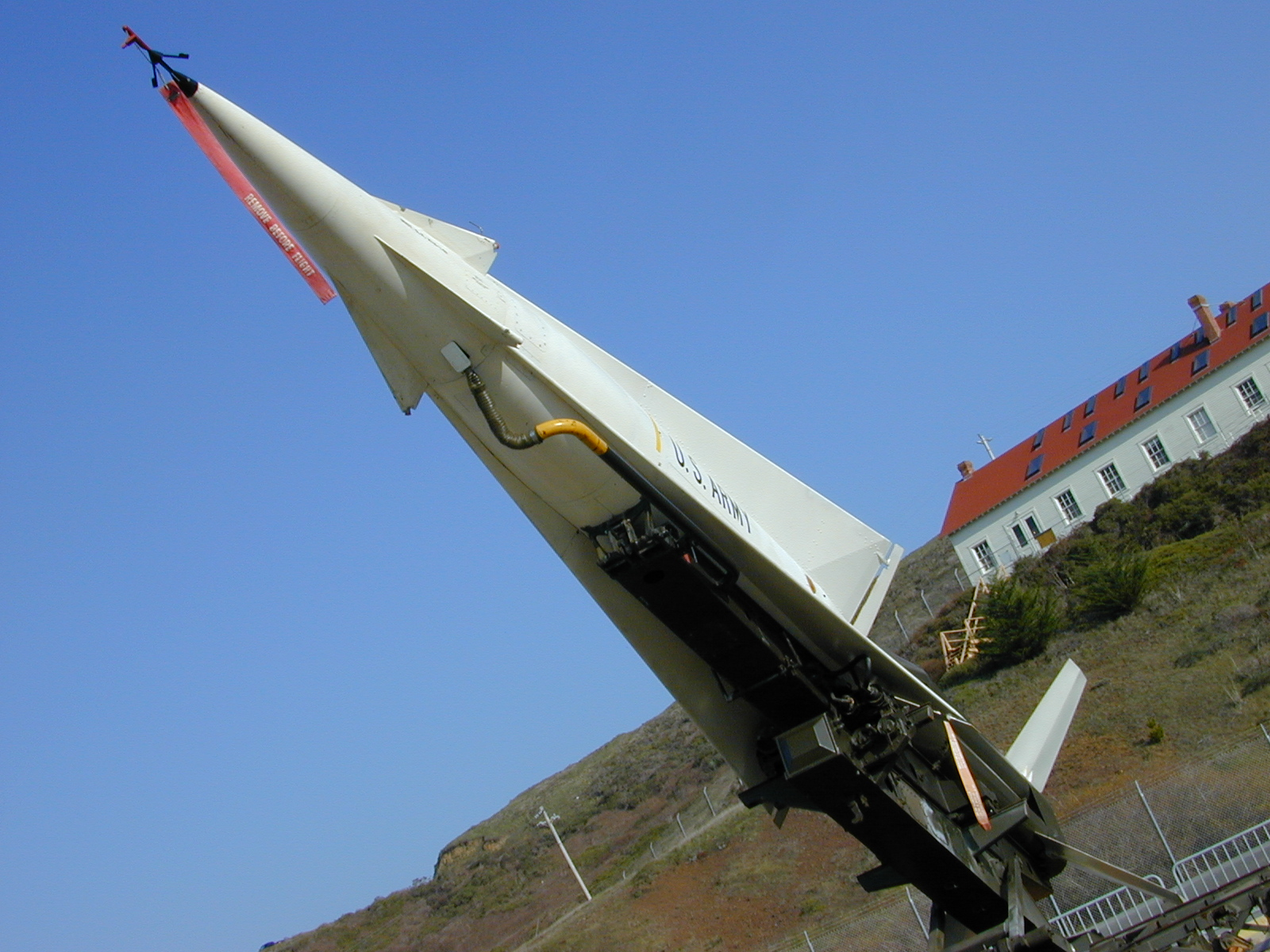
一枚起竖状态中的奈基-大力神导弹

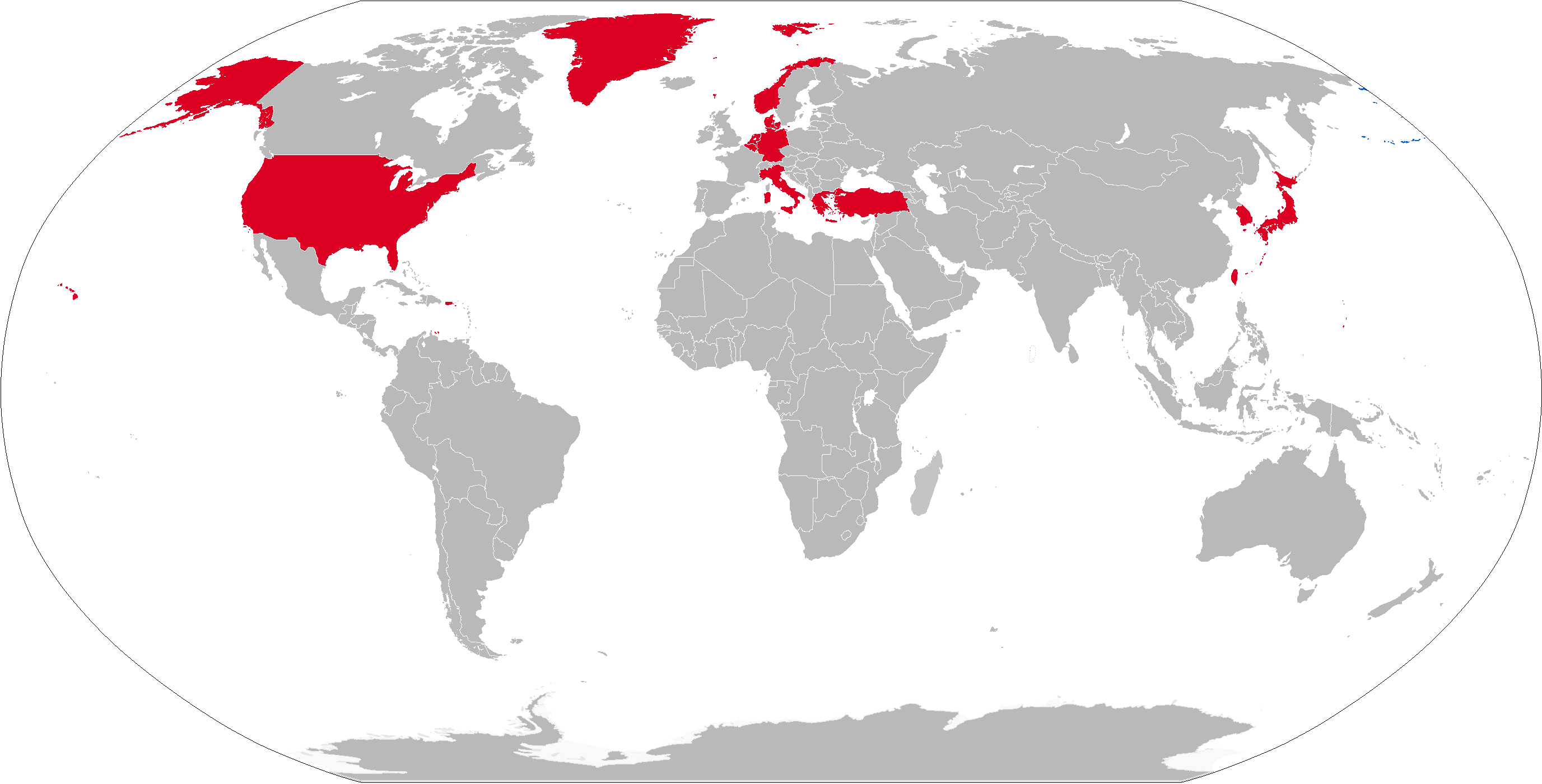
MIM-14勝利女神-大力士飛彈的使用國

在奈基-阿基克斯仍未正式服役前，奈基-B型的开发工作就已开始，后正式命名为奈基-大力神，编号SAM-A-25，后改为MIM-14。奈基-大力神导弹的速度，射程和精度均有提高，并且具备了拦截弹道导弹的能力。奈基-大力神射程接近160（99英里），最大速度接近Mach 4（3,045 mph；4,900 km/h），最大拦截高度则达到了30（19英里）。它的第一级助推器是捆绑的4枚奈基-阿基克斯助推器，第二级则改用了固体火箭发动机。电子器件方面则用更可靠的固态电子元件，以代替一些元件。
奈基-大力神导弹采用重500（1,100磅）的T-45高爆战斗部，但是为了提高毁伤概率，可选装核弹头。W31核弹头为可变核当量设计，核当量从2千吨，1万吨，2万吨到3万吨。奈基-大力神上使用了2万吨核当量的核战斗部配置。在美国境内的奈基-大力神导弹几乎都装备了核弹头，海外的导弹基地则是常规战斗部和核战斗部混合配置。奈基-大力神导弹的火控系统也得到了改进，新增了地对地攻击模式，并在阿拉斯加州测试成功。
第一套奈基-大力神导弹系统于1958年6月，在芝加哥、费城和纽约地区正式部署，一共生产了393套奈基-大力神导弹系统。到1960年，陆军防空司令部旗下已拥有88个奈基-大力神导弹连和174个奈基-阿基克斯导弹连，保护着30个州内的23片地域。1963年最高峰时，在本土部署了134个奈基-大力神导弹连，这还不包括部署在，希腊，格陵兰，意大利，大韩民国，冲绳，中華民國（1959年）和土耳其的连队。1979年最后一个奈基-大力神导弹连于佛罗里达退役。

### 奈基-宙斯

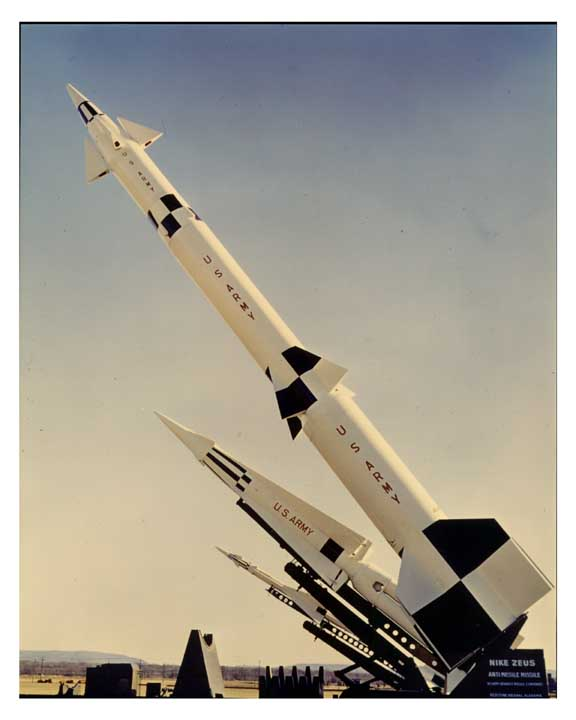
改进型奈基-宙斯B飛彈。展示於白沙飛彈靶場

奈基计划进一步的发展的结果就是改进型奈基-大力神及奈基-宙斯A，奈基-宙斯B。奈基-宙斯采用了三级配置，采用了新型的推力达1.78MN（400,000lbf）的固体火箭助推器，战斗部是W71热核弹头，核当量500万吨，地下井发射，无线电指令制导。奈基-宙斯导弹于1959年8月进行了首次发射测试，并且最高速度超过了3,500 m/s（Mach 10；13,000 km/h）。但是由于其它的技术问题，导弹编号变更为LIM-49A“斯巴达人”，并于1967年发射成功。
美軍在成功發展勝利女神力士型飛彈後，繼續研發第3代的勝利女神宙斯型飛彈（Nike-Zeus Missile），飛彈序號為，其定位為反彈道飛彈，卻在實驗室階段就宣告放棄，並未量產。奈基-宙斯的生产在1961年叫停，并于1963年下马。美国最初设想的一个国家弹道导弹防御系统最初曾命名为“奈基-X”，但后来改名为“哨兵”系统。

### 退役
随着苏联的洲际弹道导弹的服役，奈基作为一种防空导弹系统的价值开始下降。从1965年左右开始，奈基导弹连的部署数量就开始不断下降。格陵兰的图勒空军基地于1965年开始缩减防空力量，而战略空军司令部所在的内布拉斯加州奥福特空军基地则于1966年开始裁减防空力量，使奈基导弹连数量下降到了112个。这个数字在1968年减少到了87个，在1969年则进一步减少到了82个。
1962年起，利用奈基-宇宙神导弹作为一种反卫星武器的可能性被提出，但是这个计划在1966年，使用雷神导弹的“437计划”出现后取消。虽然最后这两种计划都未正式服役。但在1960年代早期，奈基-宇宙神系统仍表现出了有效的反弹道导弹能力。
奈基-大力神导弹在第一阶段限武条约中归类为反卫星导弹。随着1972年第一阶段限武条约的签订和后继的经费削减，美国本土几乎所有的奈基导弹基地都在1974年4月停止了运转，但还有少数导弹连继续服役到了1970年代后期，承担海岸空中防御工作。

## 残存设施

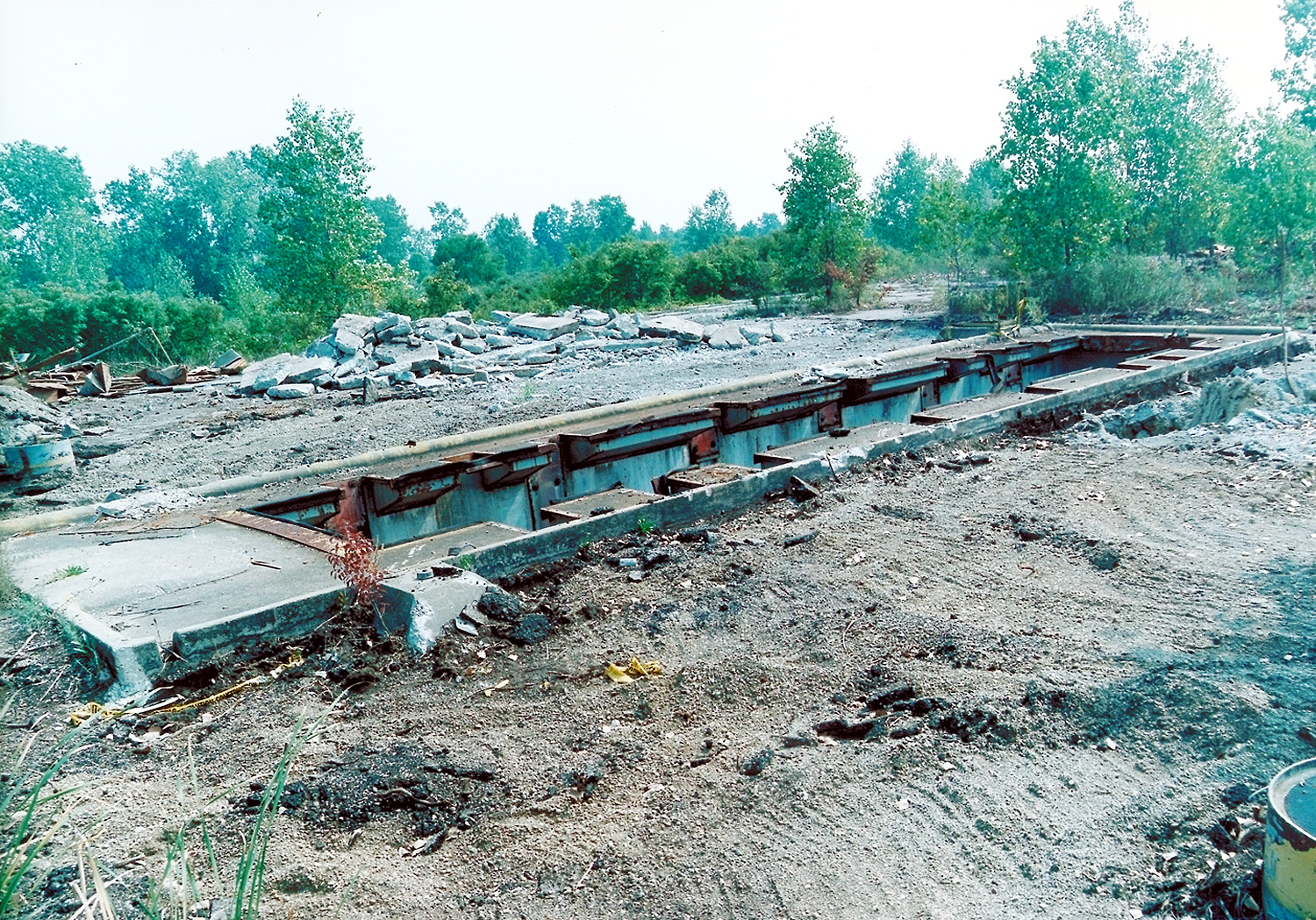
已廢棄的勝利女神飛彈發射場
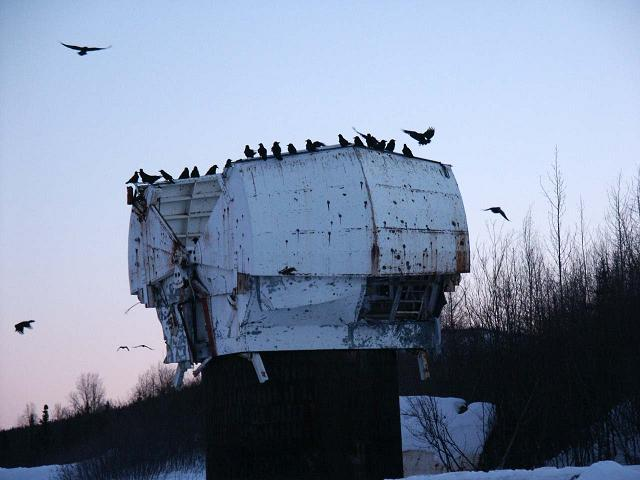
破舊的勝利女神飛彈雷達基地，圓頂上已成為烏鴉的棲息處。
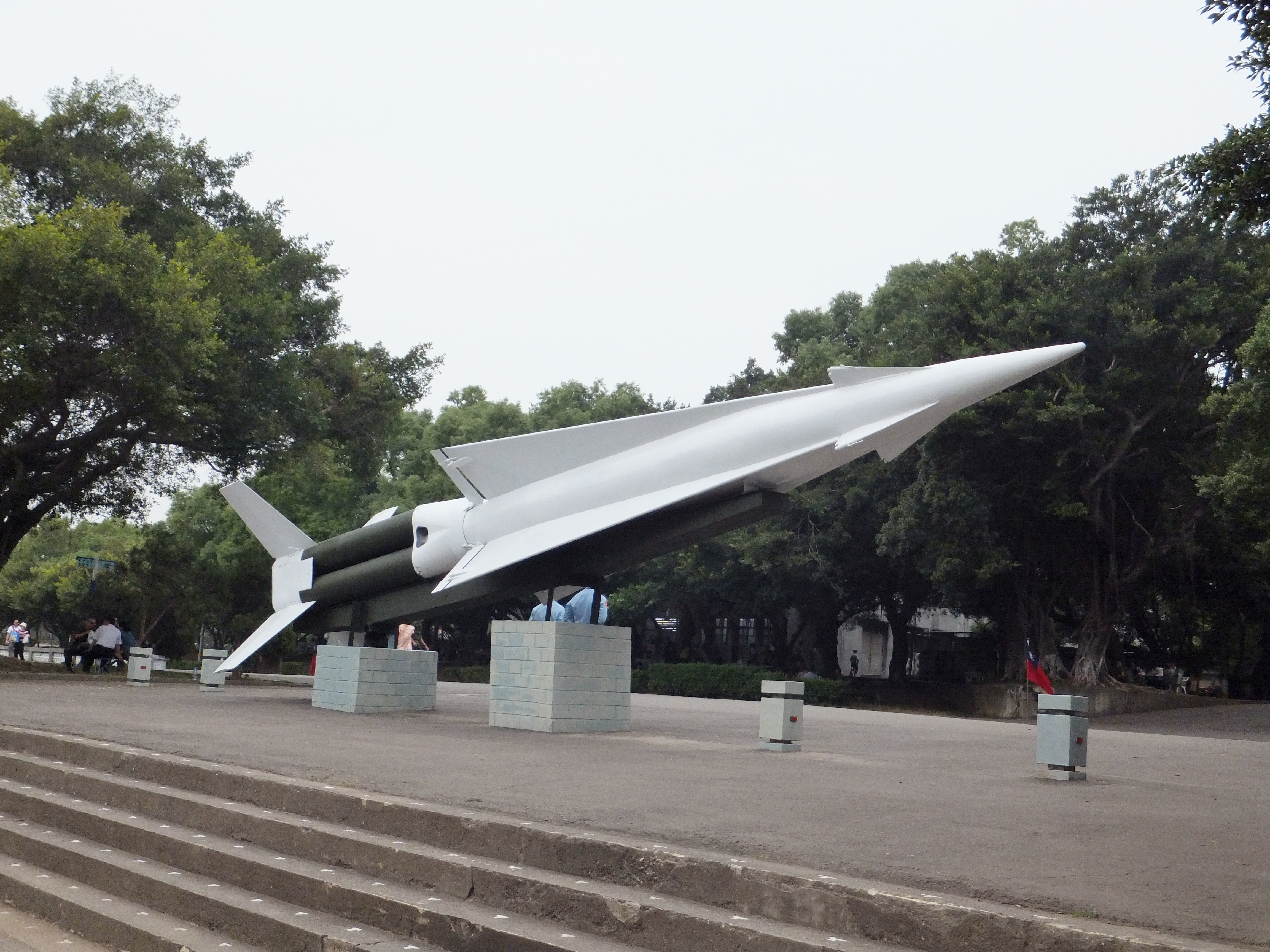
固定於臺中成功嶺中正堂前展示的中華民國陸軍勝利女神飛彈。

美国全境内265处奈基导弹发射基地的残留建筑，今天仍然能够看到。在基地撤销后，原址一般交由当地的联邦机构；若位于国民兵驻地内的话，则直接由国民兵接管。其它的则交给州政府或地方当局，以及提供给教育机构或个人。相当多的奈基导弹阵地现在仍然作为市政设施、通信和航空机构使用。因為服役年代久遠，也有一些完全废弃成为了公园，甚至游乐设施。只有一小部分保存，作为展示用途。另外在美国境外也存在着一些废弃阵地，如土耳其和希腊境内曾部署的奈基导弹。

## 型號與規格
| 型號       | 勝利女神-大埃阿斯 | 勝利女神-力士                                             | 勝利女神-宙斯A                                  | 勝利女神-宙斯B(XLIM-49A)           | 勝利女神-斯巴達人(LIM-49C)          |
| ---------- | --- | --------------------------------------------------------- | ----------------------------------------------- | ---------------------------------- | ----------------------------------- |
| 长度       | 10.61米 （全长） 6.4米 （第二级） | 12.52米 （全长） 8.18米 （第二级）                        | 13.5米                                          | 14.7米                             | 16.8米                              |
| 直径       | 0.30米 | 0.80米 （助推器） 0.53米 （第二级）                       | 0.91米                                          | 0.91米                             | 1.09米                              |
| 弹翼宽     | 1.37米 | 3.50米 （助推器） 1.88米 （第二级）                       | 2.98米                                          | 2.44米                             | 2.98米                              |
| 重量       | 1,110公斤 523公斤 （第二级） | 4850公斤 2505公斤 （第二级）                              | 4980公斤                                        | 10300公斤                          | 13100公斤                           |
| 最大速度   | 2.3馬赫(ca. 3,000 km/h) | 3.65马赫(ca. 4,700 km/h)                                  | 大于4馬赫(ca. 4,900 km/h)                       | 大于4馬赫(ca. 4,900 km/h)          | 大于4馬赫(ca. 4,900 km/h)           |
| 射程       | 48千米 | 140千米                                                   | 320千米                                         | 400千米                            | 740千米                             |
| 射高       | 21,300米 | 45,700米                                                  | ?                                               | 280千米                            | 560千米                             |
| 第一级     | 固体火箭发动机 （推力246kN 燃烧2.5秒） | 大力神 M42捆绑式固体火箭 （4支 M5E1助推器） （推力978kN） | 泰爾克（舊名「摩頓泰爾克」） TX-135 推力1,800kN | Thiokol TX-135 推力2000kN          | Thiokol TX-500 推力2200kN           |
| 第二级     | 液体火箭发动机 （推力11.6kN 燃烧21秒） | Thiokol M30固体火箭发动机 （推力44.4kN）                  | ?                                               | Thiokol TX-238                     | Thiokol TX-454                      |
| 第三级     | 无 | 无                                                        | 无                                              | Thiokol TX-239                     | Thiokol TX-239                      |
| 常规战斗部 | 三级串列弹头 由两层1/4英寸（6mm）硬钢质隔舱包裹 鼻部: M2: 2.0公斤（4.5磅）TNT/RDX混合炸药 全重5.4公斤（12磅） 中段: M3: 42公斤（92磅）TNT/RDX混合炸药 全重80.2公斤（176.8磅） 後段: M4: 27公斤（59磅）TNT/RDX混合炸药 全重55公斤（121.3磅） | T-45高爆战斗部 全重500公斤（1106磅）                      | 不可用                                          | 不可用                             | 不可用                              |
| 核战斗部   | 不可用 | W-31核弹头 2万吨当量                                      | W-31核弹头 2万吨当量                            | W-50核弹头 40万吨当量 （热核弹头） | W-71核弹头 500万吨当量 （热核弹头） |

## 其他
大韓民國國軍將勝利女神飛彈改造為短程彈道飛彈以反擊北韓稱為玄武一型彈道飛彈；外型與勝利女神力士型飛彈幾無差異但是內部採用集束彈體，必要時美方將幫忙裝上W80核子彈頭。